# گالیلئو (ناوبری ماهواره‌ای)
گالیلئو سامانه ماهواره‌ای ناوبری جهانی است (GNSS جی‌ان‌اس‌اس) در حال ساخته‌شدن توسط اتحادیه اروپا (EU ای‌یو) و سازمان فضایی اروپا (ESA ای‌اس‌آ) و سامانه اروپایی ماهواره‌ای ناوبری جهانی؛ جی‌ان‌اس‌اس اروپایی، یا (GSA جی‌اس‌آ) است که بخش‌های مرکزی آن در پراگ در جمهوری چک، همراه با دو مرکز عملیات زمینی، اوبرفافن هوفن نزدیک مونیخ در آلمان و فوچینو در ایتالیا ایجاد شده‌است.
این پروژهٔ پنج میلیارد یورویی به نام ستاره‌شناس مشهور ایتالیایی گالیلئو گالیله نامگذاری شده‌است.
یکی از اهداف گالیلئو، فراهم آوردن و ارائهٔ یک سیستم جایگزین مکان یابی بومی با دقت بالا است که توسط آن کشورهای اروپایی می‌توانند با این خودکفایی کامل، از سیستم گلوناس روسیه، ناویس هند، و سیستم‌های چینی سامانه ناوبری بیدو، و جی پی اس (GPS) ایالات متحده بی‌نیاز شده و به آن تکیه کنند، چرا که سیستم‌های گلوناس و GPS، می‌توانند در هنگام جنگ یا درگیری برای کاربران تجاری، غیرفعال گردند.
در ابتدا انتظار می‌رفت این سیستم تا سال ۲۰۱۲ راه اندازی شود.
استفادهٔ جزئی عمومی (با دقت ابتدایی) از خدمات گالیلئو رایگان و به روی همه باز خواهد بود. قابلیت‌های با دقت بالا برای کاربران تجاری با پرداخت هزینه، در دسترس خواهد بود. گالیلئو بر آنست که با ارائهٔ اندازه‌گیری‌های موقعیتی افقی و عمودی در دقت ۱ متر، خدمات موقعیتی بهتر و دقیق‌تری از عرض‌های جغرافیایی بالا، نسبت به دیگر سیستم‌های موقعیت‌یاب ارائه دهد.